# ラドゥ・ニクレスク
ラドゥ・ニクレスク（Radu Horia Niculescu、1975年3月2日 - ）は、ルーマニアの元サッカー選手。元ルーマニア代表。ポジションはフォワード。

## 来歴
1994年にルーマニア代表デビュー。1998 FIFAワールドカップにも出場した。2000年までに15試合に出場、2得点をあげた。

## 代表歴

### 出場大会
- ルーマニア代表
  - 1998 FIFAワールドカップ

### 試合数
- 国際Aマッチ 15試合 2得点（1994年-2000年）[1]

| ルーマニア代表 | 国際Aマッチ | 国際Aマッチ |
| 年             | 出場        | 得点        |
| -------------- | ----------- | ----------- |
| 1994           | 5           | 1           |
| 1995           | 2           | 0           |
| 1996           | 0           | 0           |
| 1997           | 0           | 0           |
| 1998           | 6           | 1           |
| 1999           | 0           | 0           |
| 2000           | 2           | 0           |
| 通算           | 15          | 2           |